# Mário Peixoto
Mário Breves Peixoto (Bruselas, 25 de marzo de 1908 - Río de Janeiro, 3 de febrero de 1992) fue un cineasta y escritor brasileño.

## Biografía
Mário Peixoto nació el 25 de marzo de 1908 en Bruselas (Bélgica), en el seno de una familia acomodada; descendía, por parte de padre, de los propietarios de los ingenios azucareros de Campos y, por parte de madre, del comendador Joaquim José de Souza Breves, traficante de esclavos y el mayor cultivador de café del Imperio del Brasil.
Asistió al colegio Santo Antônio Maria Zaccaria entre 1917 y 1926, y al Hopedene College de Willingdon (Inglaterra) entre octubre de 1926 y agosto de 1927. Al año siguiente regresó a Brasil y fundó el primer cineclub del país, el Chaplin Club, que entre agosto de 1928 y diciembre de 1930 publicó nueve números de la revista O Fan.
Peixoto dirigió, escribió, produjo y montó su única película, Límite, estrenada el 17 de mayo de 1931 en el cine Capitólio de Río de Janeiro. Este mismo año publicó una colección de poemas llamada Mundéu y comenzó a rodar Onde a terra acaba, pero la producción se detuvo debido a las discrepancias entre él y Carmen Santos, la actriz protagonista y su financiadora. Dos años después publicó su primera novela, O inútil de cada um, que desde 1967 fue ampliada con el fin de dividirla en seis volúmenes; sólo el primero de ellos, O inútil de cada um – Itamar fue publicado en 1984.
La película Límite, que no había gozado de demasiado éxito, fue restaurada en 1978 y desde entonces pasó a ser considerada como una de las mejores películas brasileñas. Entre otros proyectos cinematográficos que dejó inacabados estaban Constância, Maré baixa, Três Contra o Mundo, O ABC de Castro Alves y A alma segundo Salustre.
Peixoto murió el 3 de febrero de 1992 en Río de Janeiro (Brasil). En 2002 fue publicada Poemas de permeio com o mar, una colección de poemas que escribió entre 1930 y 1960, y, dos años después, Saulo Pereira de Mello recogió en la colección Six stories and two short plays tres de sus cuentos cortos y una obra de teatro que ya fueron publicados en 1931 por la revista Bazar.